# جرذ الأرز التيتي
جرذ الأرز التيتي (الاسم العلمي: Oryzomys tatei) (بالإنجليزية: Tate’s Oryzomys)‏ هو نوع من الحيوانات يتبع جنس جرذ الأرز من الفصيلة القدادية.